# Synchronizacja (robotyka)
Synchronizacja – operacja polegająca na ustawieniu poszczególnych ramion manipulatora robotycznego w pozycjach startowych.
Operacja ta wykonywana jest automatycznie (lub na żądanie) zaraz po uruchomieniu panelu kontrolnego (lub samego manipulatora). Jej zadaniem jest określenie punktu startowego, względem którego wykonywany będzie dalszy ruch. 
Wiele manipulatorów zatrzymuje się w pozycji "neutralnej", czyli takiej w której grawitacja nie spowoduje ich uszkodzenia (np. przez uderzenie efektorem w ziemię). Jednakże pozycja ta wymuszana jest właśnie poprzez grawitację, co powoduje, że tracone są informacje o położeniu efektora. Dlatego też wymagane jest wstępne określenie położenia. Przy każdym przegubie manipulatora znajduje się np. mikrostyk. Przeguby poruszają się tak długo, aż wszystkie mikrostyki zostaną "aktywowane". Dzieje się to dla ściśle określonych nastaw, dzięki czemu można dokładnie obliczyć współrzędne (x,y,z) efektora. Dopiero wtedy manipulator może rozpocząć pracę.